# Полперро

Герцогствo Корнуолл

Полпе́рро (англ. Polperro, корн. Porthpyra) — небольшой курортный городок на южном побережье Корнуолла (Англия, Великобритания)
в 38 километрe к востоку от административного центра Труро, и в 27 километрe к западу от Плимута.

## Галерея

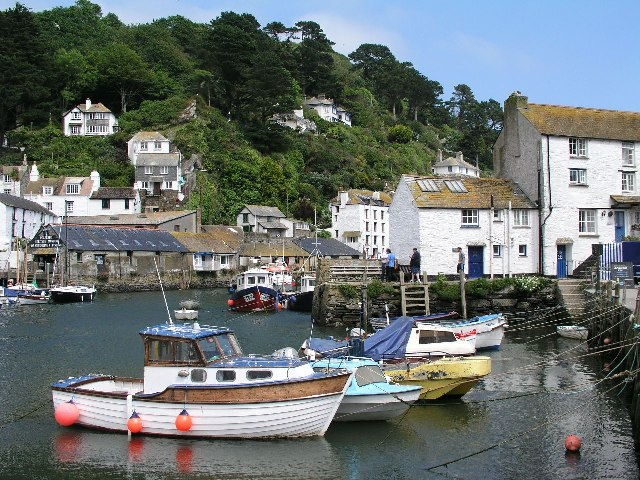
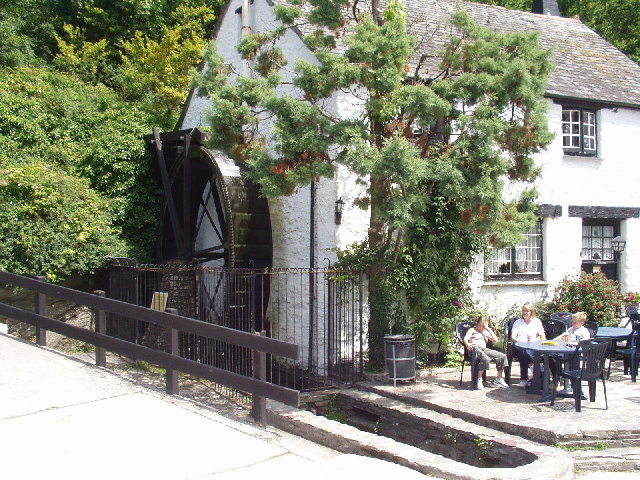
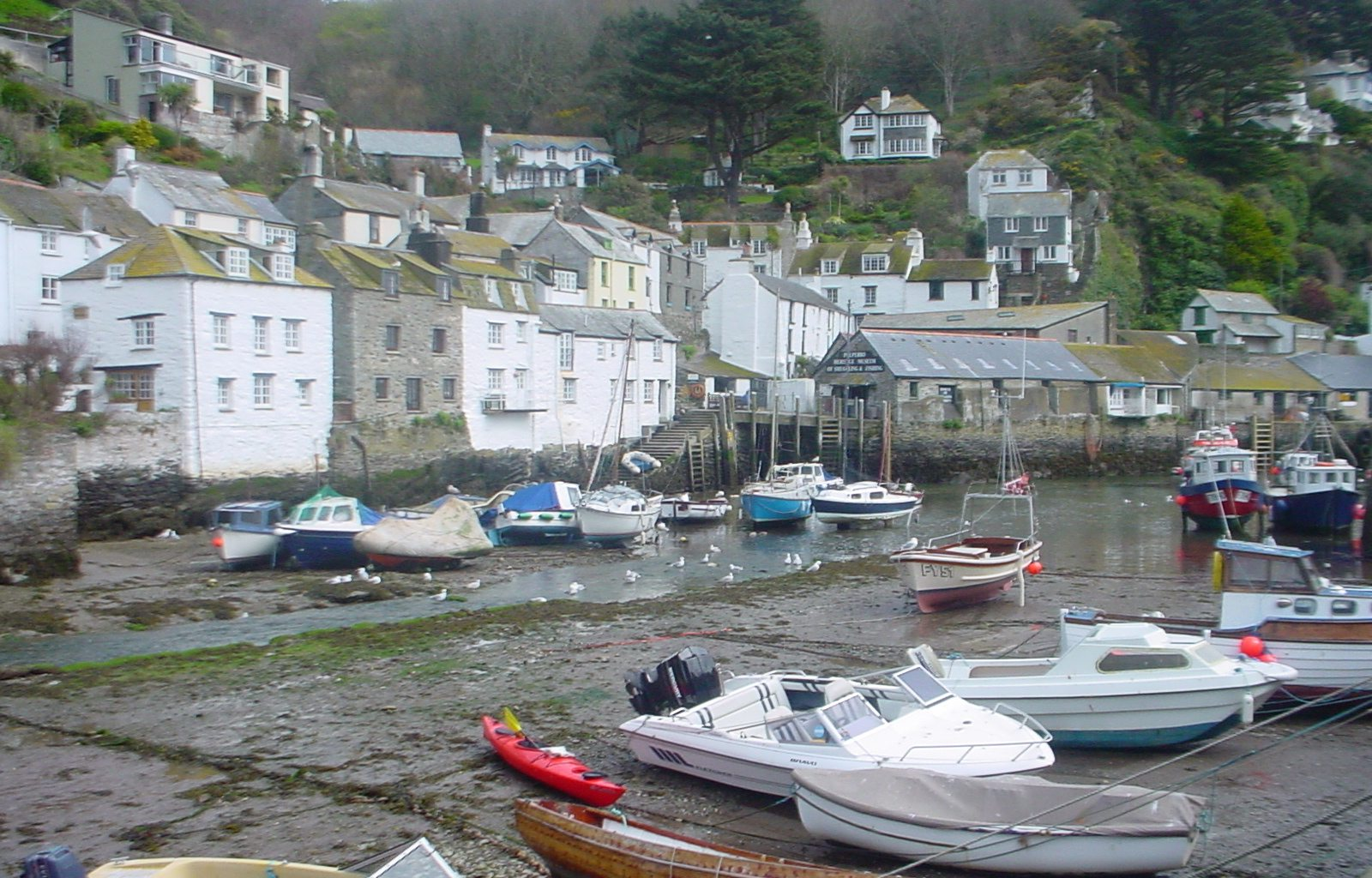
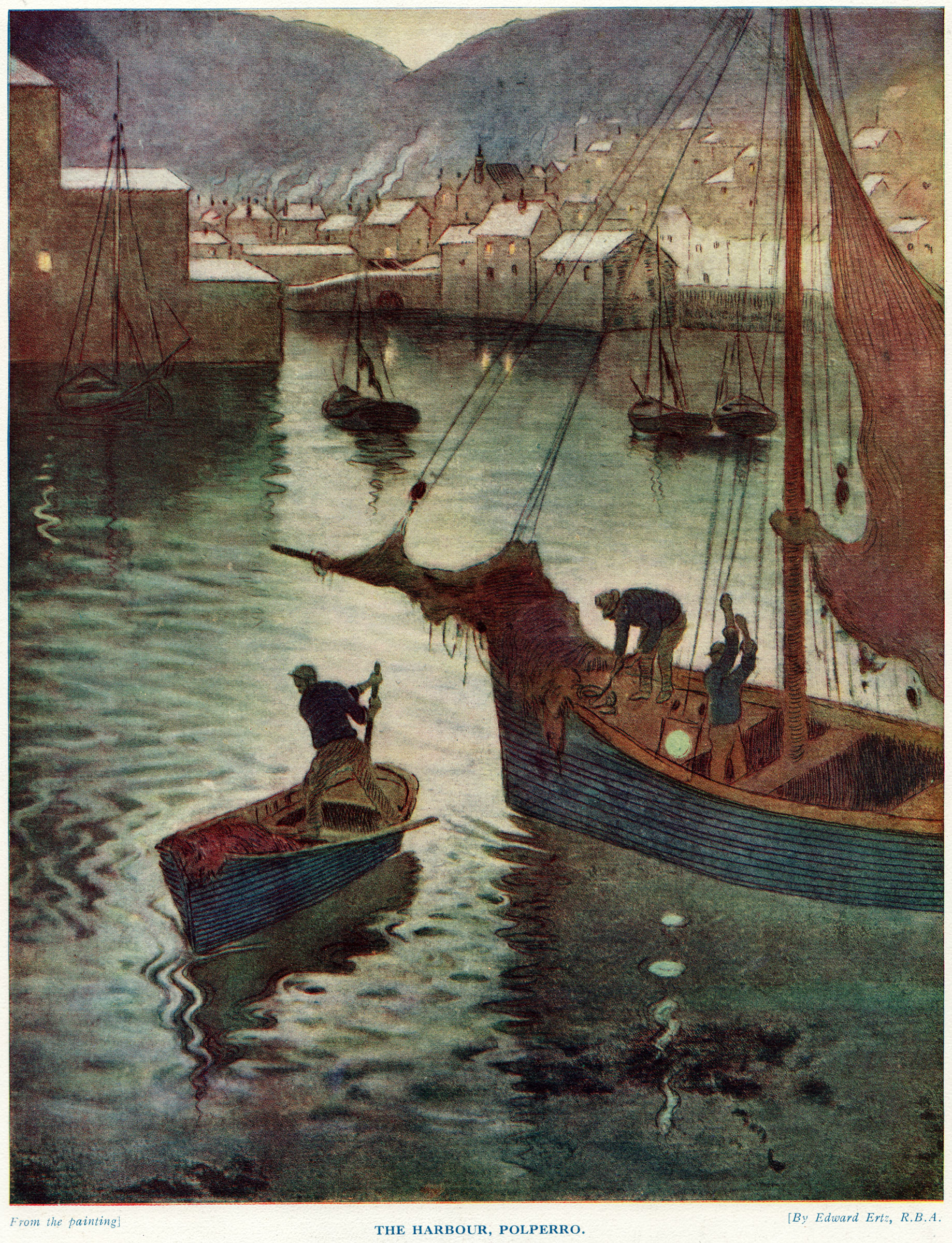
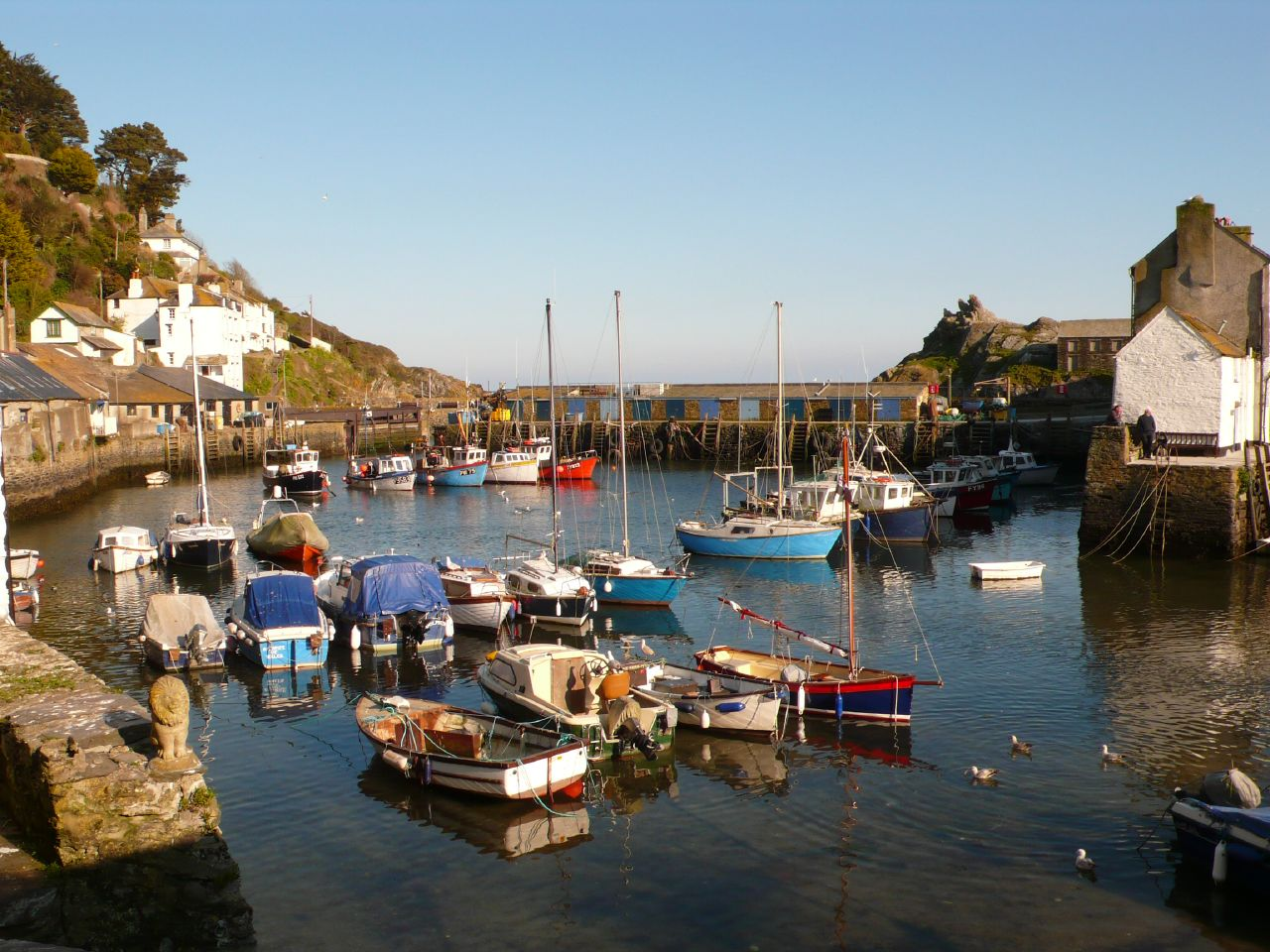
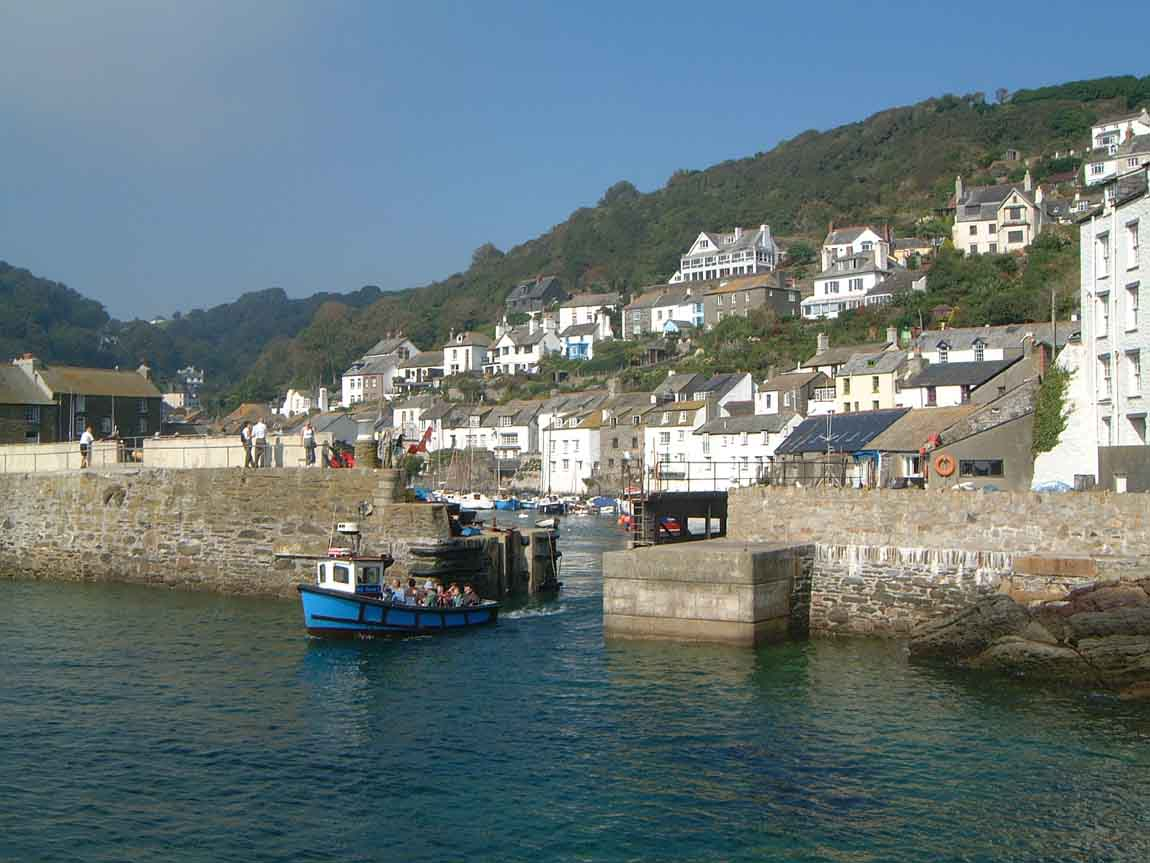
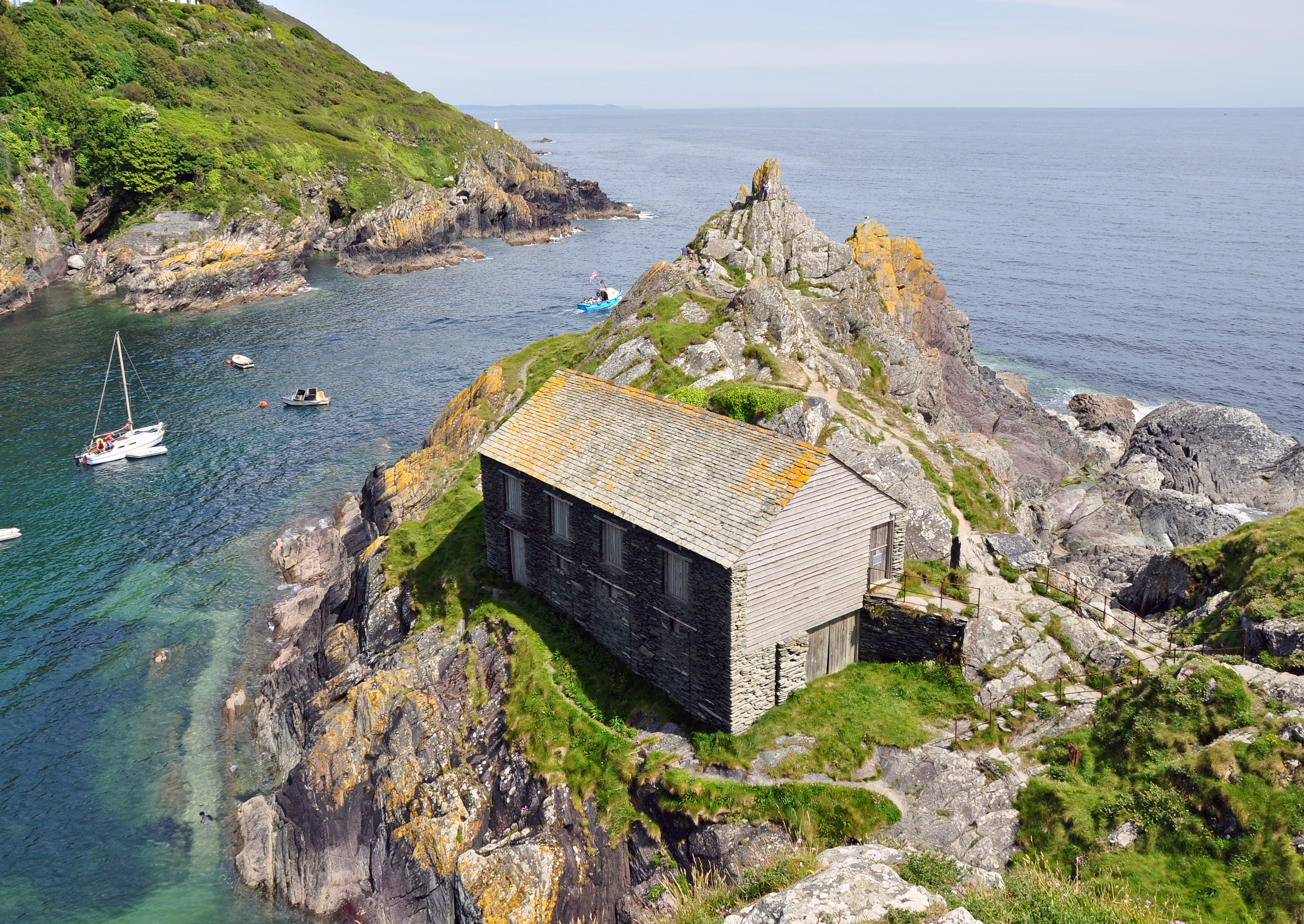